# Демирджи, Барыш
Барыш Демирджи (тур. Barış Demirci) — первый в истории Турции прыгун с трамплина, выступавший на международном уровне. Демирджи принадлежит рекорд Турции по прыжкам с трамплина: 123 метра.
Начал выступать в 2006 году, заняв 27 место на кубке FIS в Айнзидельне; результат, который Демирджи удалось повторить в 2007 на кубке FIS в Фалуне. На континентальном кубке по прыжкам с трамплина был 52 в Викерсунне (март 2007) и 59 в Филлахе (сентябрь 2007). 
Закончил выступать в 2007 году. По окончании спортивной карьеры с 1 декабря 2008 по 10 апреля 2015 Демирджи преподавал горные лыжи на популярном курорте Куршевель.